# Reinsdorf (Niederer Fläming)
Reinsdorf ist ein Ortsteil der Gemeinde Niederer Fläming im Süden des Landkreises Teltow-Fläming in Brandenburg. Der Ort gehört dem Amt Dahme/Mark an und war bis zum 31. Dezember 1997 eine eigenständige Gemeinde.

## Lage
Reinsdorf liegt jeweils 14 Kilometer südöstlich von Jüterbog und nordwestlich von Dahme/Mark im Fläming. Die Gemarkung des Ortes grenzt im Norden an Sernow, im Osten an Nonnendorf, im Südosten an Wiepersdorf, im Süden an den Ortsteil Hohenkuhnsdorf der Stadt Schönewalde, im Westen an Gräfendorf sowie im Nordwesten an Werbig und an Lichterfelde.
Reinsdorf liegt an der Landesstraße 714 nach Schönewalde. Die Bundesstraße 102 (Jüterbog–Luckau) liegt einen Kilometer nördlich des Ortszentrums und bildet gleichzeitig die Gemarkungsgrenze zu Sernow. Unmittelbar südwestlich des Ortes befindet sich der Flugplatz Reinsdorf.

## Geschichte und Etymologie

### 14. bis 19. Jahrhundert
Reinsdorf, ein Angerdorf, wurde als Ort erstmals im Jahr 1368 erwähnt. Die damalige Schreibweise des Ortsnamens lautete Reynstorp, der Name geht auf den deutschen Personennamen Rein(h)er zurück und war im Besitz der Vogtei bzw. des Amts Jüterbog. Der Ort dürfte jedoch deutlich früher besiedelt worden sein, denn bereits im zweiten Viertel des 13. Jahrhunderts gab es im Ort eine Feldsteinkirche. Dennoch wurde der Ort um 1370 bereits als wüst bezeichnet und sollte es über viele Jahrhunderte bleiben, denn: 1538 erschien Reinsdorf erneut als wüste Feldmark. Die Kirche wurde im Dreißigjährigen Krieg schwer beschädigt. Durch den Frieden von Prag 1635 kam Reinsdorf an Kursachsen. Die Besiedlung des Ortes wurde neben den Kriegseinwirkungen aber auch durch Bauern aus Gräfendorf, Lichterfelde und Werbig erschwert. Sie nutzen Hufen mit, die zur Gemarkung von Reinsdorf gehörten – ein Zustand, der offenbar durch die Herrscher in Sachsen-Weißenfels zunächst nicht abgestellt werden konnte. Aus den Jahren 1702 bis 1705 ist ein Amtmann Trebitz aus Seyda als Herrscher überliefert. 1705 gelangte der Ort in den Besitz des Jüterboger Amtschöffen Praetorius und seiner Frau Regine Elisabeth, geborene Bretnütz. Sie setzten sich dafür ein, dass 1706 die Kirche wiedererrichtet wurde. Die Aktivitäten hatten Erfolg, denn 1711 wurde ein Neu Renßdorf erwähnt. 1720 verkauften sie Dorf und Gut an den anhaltinischen Kammerrat Gregor Ludwig Hanneken aus Zerbst/Anhalt, ein Sohn des Theologen Philipp Ludwig Hanneken. Von dort gelangte der Besitz im Jahr 1742 an den General von Schönbeck, der es wiederum 1766 an den Amtmann Renner zu Sachsenburg weiterveräußerte. 1791 kam es als Vorwerk zum Amt Jüterbog und 1815 aufgrund des Wiener Kongresses zu Preußen. Der Ort wurde der Provinz Brandenburg zugeordnet und in den Kreis Jüterbog-Luckenwalde eingegliedert; die Verwaltung lag beim Amt Zinna 1830 widmete der Dichter Achim von Arnim dem Ort das Gedicht „Der Brunnen in Rheinsdorf“. 1841 lebten 172 Menschen im Ort. Die Besitzverhältnisse blieben damit seit langer Zeit wieder für einen längeren Zeitraum stabil. 1872 erwarb der Jurist Johann Georg Siemens, verheiratet mit Marie von Sperl aus Dresden, den Ort, der bereits seit 1858 das Gut in Ahlsdorf besaß. In etwa zur gleichen Zeit erwarb er auch das benachbarte Nonnendorf und war damit Besitzer von Ahlsdorf, Reinsdorf und Nonnendorf. Hiltrud und Carsten Preuß können sich bei ihren Ausführungen zu den Guts- und Herrenhäusern im Landkreis Teltow-Fläming durchaus vorstellen, dass Siemens dabei „politisches Kalkül“ walten ließ, strebte er doch eine politische Karriere an. Unter seiner Leitung wurde das Gut erweitert; 1858 waren bereits eine Brennerei und eine Mühle vorhanden. Siemens starb 1879 und die Ländereien gingen an seinen 1899 nobilitierten Sohn Georg von Siemens.

### 20. und 21. Jahrhundert
Seine Frau Elise (Elisabeth Barbara), geborene Görz aus Mainz, errichtete in allen drei Dörfern im Jahr 1908 eine Spielschule für die Gutsarbeiterkinder, die auch den anderen Kindern im Dorf offenstand. Eine ihrer jüngeren fünf Töchter, Charlotte von Siemens, heiratete 1901 den Archäologen Hans Schrader und zog mit ihm 1940 nach Reinsdorf. Sie konnten trotz der Enteignung des Gutsbesitzes nach 1945 bis 1947 im Ort bleiben.
Nach dem Zweiten Weltkrieg wurde die Familie enteignet und 678 Hektar Land an Neubauern und Umsiedler umverteilt. Die Familie Schrader blieb noch bis 1947 im Ort und zog dann nach Berlin. Das Gutshaus diente zunächst der Roten Armee, ab 1953 entstanden die ersten LPGn, die später von Hohenseefeld aus bewirtschaftet wurden. Der Gutshof wurde zur Maschinen-Traktoren-Station, das Gutshaus diente als Schule und wurde Mitte der 1980er Jahre zu einem Pflegeheim umgebaut. Bis 1952 lag der Ort im Landkreis Luckenwalde (bis 1946 Jüterbog-Luckenwalde), nach der DDR-Kreisreform gehörte die Gemeinde zum Kreis Jüterbog im Bezirk Potsdam. Seit der Wende und der brandenburgischen Kreisreform im Dezember 1993 gehört Reinsdorf dem Landkreis Teltow-Fläming an. Am 31. Dezember 1997 wurde Reinsdorf mit 13 weiteren Gemeinden zu der neuen Gemeinde Niederer Fläming zusammengeschlossen.

## Sehenswürdigkeiten
- Die Dorfkirche Reinsdorf ist ein spätromanischer Feldsteinquaderbau aus dem zweiten Viertel des 13. Jahrhunderts. Anfang des 18. Jahrhunderts erfolgte eine Sanierung. Die Ausstattung der Kirche stammt größtenteils ebenfalls aus dem 18. Jahrhundert.[6]

- Das ehemalige Gutshaus Reinsdorf ist ein zweigeschossiger Putzbau aus dem 19. Jahrhundert. Das Gebäude ist überwiegend im Stil des Klassizismus gebaut.

## Einwohnerentwicklung
| Jahr      | 1875 | 1890 | 1925 | 1933 | 1939 | 1946 | 1950 | 1964 | 1971 | 1981 | 1989 | 1996 |
| Einwohner | 192  | 192  | 244  | 242  | 244  | 382  | 393  | 261  | 270  | 223  | 311  | 265  |

Gebietsstand des jeweiligen Jahres